# 須羯哩婆

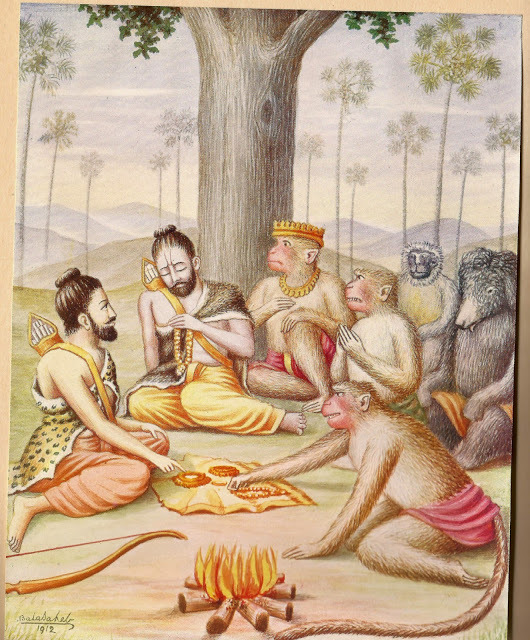
羅摩並須羯哩婆

須羯哩婆（梵語：सुग्रीव），印度古史詩《羅摩衍那》所載猴國之王也。初，其兄婆黎統攝猴國。婆黎追戮羅剎，誤入山窟，逾歲不返。群猴以王薨，共推須羯哩婆權攝王位。後婆黎脫困歸國，斥弟僭逆，奪其位而逐之。兄弟嗔恚相攻，婆黎神力倍勝，幾斃須羯哩婆於拳掌。時有阿逾陀國太子羅摩隱居山林，以神箭伏婆黎，解其厄難。須羯哩婆感羅摩再造恩，遂遣神猴哈奴曼率猴軍萬眾，助羅摩渡海征討楞伽島羅剎王羅婆那，終救回羅摩妃悉多。